# Crary Bank
Crary Bank (englisch) ist eine submarine Bank im Rossmeer vor der Borchgrevink-Küste des ostantarktischen Viktorialands. Sie erstreckt sich in nordöstlicher Richtung.
Namensgeber der im Juni 1988 vom Advisory Committee on Undersea Features anerkannten Benennung ist der US-amerikanische Geophysiker Albert P. Crary (1911–1987).